# 스타드 뒤 페이 드 샤를루아
스타드 뒤 페이 드 샤를루아(프랑스어: Stade du Pays de Charleroi)는 벨기에 샤를루아에 위치한 경기장으로, 스포르팅 샤를루아의 홈 구장으로 사용되고 있다. 1939년 개장했으며 24,891명을 수용할 수 있다.

## 주요 경기
- UEFA 유로 2000 조별 예선
  - 유고슬라비아 3 - 3 슬로베니아
  - 잉글랜드 1 - 0 독일
  - 잉글랜드 2 - 3 루마니아

- 2003-04 UEFA컵
  - RAA 루비에루아즈 0 - 0 SL 벤피카

- 2006년 FIFA 월드컵 유럽 지역 예선
  - 벨기에 1 - 1 리투아니아